# Ainöd

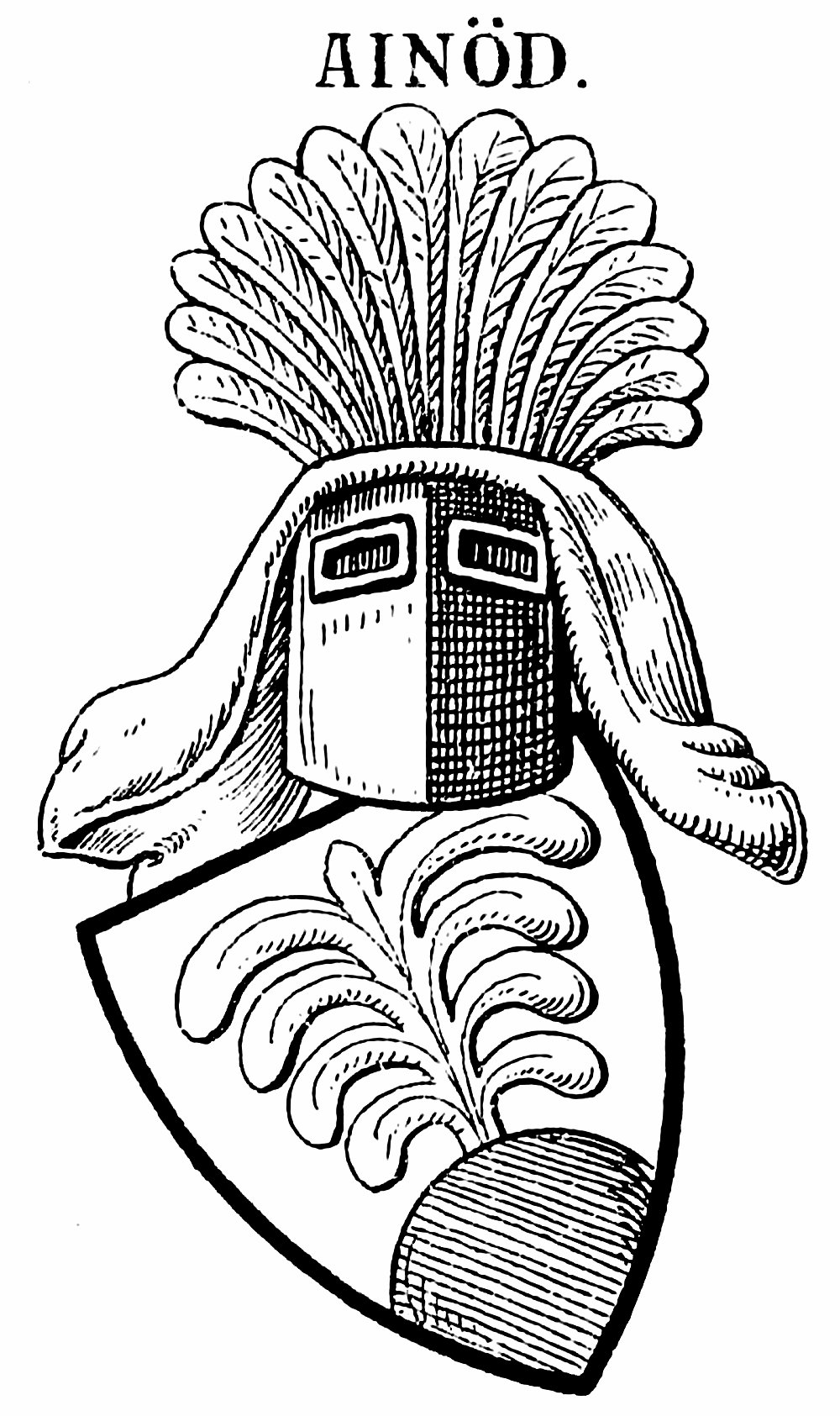
Stammwappen derer von Ainöd

Die Herren von Ainöd, auch von Ainödt – slowenisch Soteški – nachweisbar seit etwa 1231, urkundlich seit 1282 bis 1447, gehörten dem ältesten Uradel Krains an. Valvasor zählt sie zu den Geschlechtern aus dem Ritterstand, die mit Namen und Stamm schon zu seiner Zeit erloschen sind.

## Herkunft und Stammsitz
Bekannt ist lediglich, dass die Herren von Ainödt treue Ministeriale der Grafen von Görz waren. Ihr Stammsitz, den sie vermutlich selbst erbaut haben, war die in Nähe der heutigen Siedlung Soteska zwischen den Orten Žužemberk und Novo mesto am rechten Ufer des Flusses Krka in Unterkrain gelegene Burg Ainödt gewesen.
Valvasor schreibt darüber so (auszugsweise):

„Unsere Alphabetische Städte und Oerter Benennung führet uns in der Ordnung zu der Festung oder altem Schloß Ainödt, so heut zu Tag Alt-Ainödt, oder auf Crainerisch Stara Soteska benamset wird. Es liegt sonst dieses Schloß im Mittel-Crain an dem Fluß Gurck, unweit von dem neuen Schloß Einöd. Dieses bißher beschriebene und beschriene Schloß war ehemals das Stammhaus der Herren von Ainöd; als deren Gedächtniß noch hin und wieder in denen Geschichts –Büchern grünet und nach deren Absterben unsterblich lebet. Von welchem Stammen auf einmal zween Brüder, als Herr Rudolph und Herr Ulrich von Ainöd im Jahre 1231 das Schloß im Besitz gehabt, und im1307 Jahr Herr Heinrich Grimschitz im gedachten Schloß Eine von Ainöd geehlicht.“

Valvasor nennt diese Burg Alteinöd – Alt-Ainöd, weil Georg Sigmund von Scheyer in der zweiten Hälfte des 17. Jahrhunderts am linken Ufer der Krka ein neues repräsentatives Schloss erbauen ließ, das nunmehr Ainödt hieß.

## Biographische Daten
- Nach Valvasor beginnt die Reihe im Jahre 1231 mit den beiden Brüdern Rudolf und Ulrich von Ainödt, die sich die Herrschaft Altainödt teilten. Rudolf starb vermutlich kinderlos. Ulrich dagegen soll fünf Söhne gehabt haben: Meinhard, Wiger, Hermann, Heinrich und Friedrich.
- In einer Urkunde von 1282 erscheinen Meinhard, Hermann, Friedrich und Heinrich von Ainödt und dessen Sohn Heinrich als Zeugen.
- Hermann der Ältere und sein Bruder Heinrich aus Tschernembl verkauften am 10. August 1333 zwei Höfe. Hermann verkaufte an das Kloster Sittich zwei Huben nahe Ruegersdorf und zwei weitere in Langenacker (in longo agro vulgo Langenacker).
- Hermann d. J., Hermann des Älteren Sohn war in erster Ehe mit Flora NN († vor 1356) verheiratet gewesen. Aus dieser Verbindung stammte der Sohn Walter. 1349 schloss Hermann mit Nicklas Hägkh für die Herrschaft Prunn einen Kaufvertrag ab. 1356 schenkte er dem Kloster Sittich einen Hof bei St. Michael an der Gurk in der Pfarre Seisenberg (Žužemberk). Im gleichen Jahr siegelte er auch Urkunden der Gertrud von Neudeck (slow. Jera Mirenska), anlässlich des Todes ihres Mannes. Hermanns zweite Frau hieß Seldis. Sie dürfte die Mutter des wesentlich jüngeren Erasm gewesen sein.
- Ende des 14. Jahrhunderts (ca. 1380) waren Hermanns Söhne, Walter und Erasm gemeinsame Besitzer von Alteinödt. Am 23. Juni 1375 beglichen die Brüder die Forderungen ihrer Mutter Seldis.
- 1382 erklärten die Brüder Leonhard, Walter und Hermann von Ainöd vor Gericht, sie würden keine Ansprüche auf die sechs auf dem Berg Collositsch leerstehenden Höfe stellen.
- Hermann d. J. von Ainöd verkaufte 1393 einige Güter an seinen Schwager Greinlein von Obergurk und an dessen Ehefrau Dorothea, eine geborene von Ainödt.
- Erasm (Sohn Hermann d. J.) und seine Frau Anna, Tochter des Ulrich von Plessl, verpfändeten 1434 vier Güter an Georg Glaner, den Burgverwalter zu Schärfenegkh. Erasm war Besitzer von Altainöds bis in das Jahr 1441. Er scheint ein hohes Alter erreicht zu haben (über 85 Jahre).
- Am 14. März 1444 bestätigte Erasms Witwe, dass sie und ihr verstorbener Mann Altainödt Caspar von Scheyer, dem Ehemann ihrer Tochter Margarethe überlassen hätten. Zuvor musste er sich jedoch verpflichten, seinen Schwägerinnen, Anna, Barbara und Else, bei Erreichen ihrer Volljährigkeit jeweils 100 Pfund zu bezahlen.

## Genealogie
NN v. Ainöd
Söhne (des NN v. A., soweit bekannt)
1) Rudolf
2) Ulrich, beide lebten um 1231
Kinder (des Ulrich, soweit bekannt)
1) Heinrich I., lebte um 1282
Kinder (des Heinrich, soweit bekannt)
1) Heinrich II., um 1282.
2) Anna, ⚭ Heinrich von Grimschitz, 1307
2) Wiger
3) Hermann
4) Friedrich
5) Meinhard (er folgt), lebte um 1282
Kinder (des Meinhard, soweit bekannt)
1) Heinrich aus Tschernembl
2) Hermann d. Ä., 1326, 1333, 1341; ⚭ Bertha NN
Kinder (des Heinrich d. Ä., soweit bekannt)
1) Dorothea, ⚭ Grimoald v. Obergurk (Vrhkrka), 1393
2) Leonhard, um 1382
3) Walter, 1382, 1393
4) Hermann d. J., 1349, 1356, 1393, I ⚭ Flora NN, II ⚭ Seldis NN.
Kinder (des H. d. J., soweit bekannt)
(1) Walter aus I ⚭ Ehe
(2) Erasm aus II. Ehe, 1434, 1441, 1444; ⚭ Anna v. Plessel
Kinder (des Erasm, soweit bekannt)
a. Margarethe, 12. Mai 1454; ⚭ Caspar v. Scheyer
b. Anna
c. Barbara, 12. Juni 1488; ⚭ Georg Gumpler

## Wappen
Blasonierung nach Siebmachers Wappenbüchern: In Silber auf grünem Berg eine Pflanze oder Baum, beidseits mit je viel Blättern oder Ästen. Auf dem Helm mit Decke ein Büschel von 14 Federn.